# Erigone tristis
Espèce
Synonymes
- Lophocarenum tristis Banks, 1892

Erigone tristis est une espèce d'araignées aranéomorphes de la famille des Linyphiidae.

## Distribution
Cette espèce est endémique de l'État de New York aux États-Unis,.

## Publication originale
- Banks, 1892 : The spider fauna of the Upper Cayuga Lake Basin. Proceedings of the Academy of Natural Sciences of Philadelphia, vol. 1892, p. 11-81 (texte intégral).